# Brea de Tajo
Brea de Tajo là một đô thị trong Cộng đồng Madrid, Tây Ban Nha. Đô thị Brea de Tajo có diện tích 44,33 km², dân số theo điều tra năm 2010 của Viện thống kê quốc gia Tây Ban Nha là người. Đô thị Brea de Tajo nằm ở khu vực có độ cao mét trên mực nước biển.